# Klas Pontus Arnoldson
Klas Pontus Arnoldson (Göteborg, 27 ottobre 1844 – Stoccolma, 20 febbraio 1916) è stato un politico, giornalista e scrittore svedese, vincitore, con Fredrik Bajer del Premio Nobel per la pace nel 1908.
Fu fondatore della Società svedese per la Pace e per l'Arbitrato.